# 2999 Dante
2999 Dante este un asteroid din centura principală, descoperit pe 6 februarie 1981 de Norman Thomas.